# ブリニョール
ブリニョール（Brignoles）は、フランス、プロヴァンス＝アルプ＝コート・ダジュール地域圏ヴァール県のコミューン。

## 言語による地名の違い
Brignoles はプロヴァンサル語で、オック語のスタンダード・ミストラル方言で Brignolo、オック語古典式では Brinhòla となる。

## 地理
プロヴァンス・ヴェルト地域にあり、プロヴァンス伯の都市に次ぐヴァール県中央部の都市である。かつてボーキサイト鉱山のあった土地にあり、カラミ川の平野に位置する。中世には高品質のプラムの生産地とされていたが、16世紀のユグノー戦争で数千本の木が倒された。以後、「ブリニョールのプラム」と名づけられているものはディーニュ産となっている。
A8道路とN7道路が通っているため、1時間以内に自動車でマルセイユやエクス＝アン＝プロヴァンス、トゥーロンへ行くことが可能である。

## 歴史
ブリニョールやル・ヴァルの山の尾根には、新石器時代のドルメンが残っており、古くから人が定住していた。
ブリニョールの名が初めて公文書に記されたのは、キルデベルト王の憲章が出された558年である。サン＝ピエールに近い castrum brinoniae は、サラセン人襲撃が起きると人々が避難する場所だった。
1056年、ブリニョール領主はマルセイユのサン・ヴィクトル修道院にサン＝ジャン教会を与えた。11世紀に幾度か町と荘園の領主が変わった。11世紀、ラ・セルがブリニョールから独立したコミューンとなった。
1116年、バルセロナ伯およびプロヴァンス伯のラモン・バランゲー3世は、修道士と領主の争いの裁判のためにブリニョールへやってきた。12世紀のブリニョールは市民の中から選ばれたコンシュラが治め、1222年にレーモン・ベランジェ4世に廃止されるまで続いた。ベアトリス・ド・サヴォワは息子の承諾を得て亡くなるまでブリニョールを治めた。
ブリニョール領主であった代々のプロヴァンス伯たちは、ブリニョールに多くの邸宅や土地を所有していた。プロヴァンス伯妃はブリニョールで子を生んだ。
13世紀半ば、ナポリ王でプロヴァンス伯のシャルルは妃マリア・ドゥンゲリアとともにブリニョールの古城に暮らした。
1498年、プロヴァンス伯領はフランス王国へ併合された。1502年、プロヴァンス高等法院の初めての会合がブリニョールの伯爵宮殿で開催された。1506年、プロヴァンス高等法院のメンバーは黒死病の流行から逃れるためエクスからブリニョールへ避難した。1563年8月、ブリニョールにユグノー軍が侵攻した。
1921年より、プロヴァンス・ワインの見本市が毎年4月第2週に開催されることになった。1975年、ブリニョールは再び県の郡庁所在地となった。

## 経済
ワイン生産と第三次産業が主体である。

## 出身者
- ジャン＝バティスト・モニエ（フランス語版）（俳優、歌手）
- ジャン＝ジャック・マルセル (サッカー選手)

## 姉妹都市
- グロス＝ゲラウ、ドイツ
- ティールト、ベルギー
- ブルーニコ、イタリア
- シャモトゥウィ、ポーランド